# Encyclops macilentus
Encyclops macilentus är en skalbaggsart som beskrevs av Ernst Gustav Kraatz 1879. Encyclops macilentus ingår i släktet Encyclops och familjen långhorningar. Inga underarter finns listade i Catalogue of Life.